# Goczałków
Goczałków (niem. Gutschdorf)– wieś w Polsce położona w województwie dolnośląskim, w powiecie świdnickim, w gminie Strzegom.
Leży nad górnym Wierzbiakiem, który około 1 km na południowy zachód od wsi formuje się ze swych źródłowych strumieni.
W miejscowości jest przystanek kolejowy Goczałków.

## Historia
Wieś wymieniona została w staropolskiej, zlatynizowanej formie Godcovo w łacińskim dokumencie wydanym w 1202 roku we Wrocławiu przez kancelarię biskupa wrocławskiego Cypriana. Niemcy zgermanizowali nazwę na Guckelwitz, a później Gutschdorf. Po zakończeniu II wojny światowej polska administracja wprowadziła polską nazwę Godków a następnie Goczałków.

## Gospodarka
We wsi znajduje się Wytwórnia Podkładów Strunobetonowych należąca do grupy Track Tec. Produkuje ona podkłady kolejowe ze strunobetonu oraz inne prefabrykaty betonowe.

## Podział administracyjny
W latach 1945–1954 siedziba gminy Goczałków. W latach 1954–1968 wieś należała i była siedzibą władz gromady Goczałków, po jej zniesieniu w gromadzie Strzegom. W latach 1975–1998 miejscowość administracyjnie należała do województwa wałbrzyskiego.

## Zabytki
Do wojewódzkiego rejestru zabytków wpisany jest:
- kościół filialny pw. Narodzenia Najświętszej Marii Panny; obecnie parafialny pw. Chrystusa Króla, z początku XVI w., 1850 r.

Goczałków Dolny
- park z fragmentem ogrodzenia murowanego, z XVIII w.
- folwark, z XVI-XIX w.